# Thailändische Bürgerpartei

Logo der Thailändischen Bürgerpartei

Die Thailändische Bürgerpartei (Thai พรรคประชากรไทย, Phak Prachakon Thai) ist eine rechte (oder rechtsextreme), monarchistische und militärnahe Partei in Thailand. Sie wurde 1978 gegründet und hatte ihre Hochburg in Bangkok. Ihr Vorsitzender war Samak Sundaravej. Seit Ende der 1990er-Jahre ist sie praktisch bedeutungslos.

## Gründung
Samak Sundaravej war ein Führer des rechten Flügels der Demokratischen Partei Thailands, als er 1978 mit Hilfe einflussreicher Kreise des thailändischen Militärs die Thailändische Bürgerpartei gründete. Seine Lossagung von den Demokraten war insofern bedeutungsvoll, als die Bürgerpartei durch seine persönliche Ansprache diese in ihrer Hochburg Bangkok herausfordern konnte. Bei den Wahlen 1979 gewann die Thailändische Bürgerpartei 29 der 32 Sitze in der Hauptstadt und 3 weitere Sitze in anderen Regionen des Landes.

## Geschichte
Nach dem stürmischen Anfang der Partei gewährte ihr Prem Tinsulanonda einen Anteil an der Regierung. Bei den Wahlen 1983 konnte die Bürgerpartei geringfügig hinzugewinnen, insbesondere aufgrund der rhetorischen Fähigkeiten von Samak.
Später erreichte die Partei gemischte Ergebnisse. 24 Sitze bei den Wahlen 1986, gefolgt von 31 im Jahr 1988. Die Periode der Opposition war 1990 zu Ende, als Chatichai Choonhavan die Bürgerpartei in eine Koalitionsregierung einlud. Im Februar 1991 wurde diese Regierung jedoch durch einen brutalen Militärputsch entmachtet. Die Prachakon-Thai-Partei – und Samak – wurden als Handlanger des militärischen Establishments erkannt und fielen daher bei den nächsten Wahlen im März 1992 auf 7 Sitze zurück. Dies war insbesondere auf den Erfolg von Palang Dharma zurückzuführen, die der Bürgerpartei viele Stimmen abjagen konnten.
Nach den vorgezogenen Neuwahlen im Mai 1992 sicherte sich die Partei nur noch drei von dreihundertsechzig Sitzen. Damit war ihr Ende fast besiegelt. Bei den Wahlen zum Stadtrat von Bangkok im Mai 1994 in Bangkok konnte sie jedoch erneut 19 der 55 Sitze erreichen. Dieser Erfolg hielt bei den nächsten landesweiten Wahlen im Juli 1995 an, als die Bürgerpartei 18 Sitze erreichte und in die Koalitionsregierung von Premierminister Banharn Silpa-archa eintrat. Samak wurde stellvertretender Premierminister.
Im Jahr 2001 trat Samak vom Posten des Parteivorsitzenden zurück.